# Publishing & Broadcasting
Publishing & Broadcasting (PBL) est une ancienne holding australienne disparue en 2007 et qui faisait partie de l'indice S&P/ASX 50.

## Historique
PBL a été fondée à partir des actifs de l'Australian Consolidated Press, principal groupe médias australien, dirigé par la famille Packer depuis le début du XXe siècle, et qui ont fusionné en 1994 avec Nine Network.
Les activités de jeux ont été revendues en 2007 à Crown Resorts (en).
Le pôle médias est absorbé par Nine Entertainment et News Corp.